# I Liga (Polonia) 2014-15
La temporada 2014-15 de la I Liga es la séptima temporada de la I Liga de Polonia bajo su título actual, y la sexagésima séptima temporada de la segunda división en el sistema de liga de fútbol polaco. La temporada empezó el 2 de agosto de 2014 y concluyó el 6 de junio de 2015.
Según las reglas de competición, todos los clubes están obligados a utilizar un jugador joven (nacido después de 1994 o como límite que sea polaco o entrenado en Polonia) en cada juego (excepto cuando el único jugador joven del roster fuese expulsado o incapaz de continuar jugando).

## Cambios de la última temporada
Los siguientes equipos han cambiado de división desde la temporada 2013-14.

## Equipos

### Estadios y ubicaciones
| Equipo                                       | Estadio                                | Capacidad |
| -------------------------------------------- | -------------------------------------- | --------- |
| Arka Gdynia !Arka Gdynia                     | Stadion GOSiR                          | 15,139    |
| Bytovia Bytów !Bytovia Bytów                 | Stadion MOSiR                          | 1,500     |
| Chojniczanka Chojnice !Chojniczanka Chojnice | Stadion Miejski Chojniczanka 1930      | 3,500     |
| Chrobry Głogów !Chrobry Głogów               | Stadion Chrobrego Głogów               | 2,817     |
| Dolcan Ząbki !Dolcan Ząbki                   | Stadion Dolcanu                        | 2,156     |
| Flota Świnoujście !Flota Świnoujście         | Stadion OSiR Wyspiarz                  | 3,700     |
| GKS Katowice !GKS Katowice                   | Stadion Miejski                        | 6,710     |
| GKS Tychy !GKS Tychy                         | Stadion Miejski in Jaworzno            | 5,708     |
| Miedź Legnica !Miedź Legnica                 | Stadion im. Orła Białego               | 6,194     |
| Olimpia Grudziądz !Olimpia Grudziądz         | Stadion Miejski                        | 5,000     |
| Pogoń Siedlce !Pogoń Siedlce                 | Stadion ROSRRiT w Siedlcach            | 2,901     |
| Sandecja Nowy Sącz !Sandecja Nowy Sącz       | Stadion im. Ojca Władysława Augustynka | 5,000     |
| Stomil Olsztyn !Stomil Olsztyn               | Stadion OSiR                           | 16,800    |
| Nieciecza !Nieciecza                         | Stadion Termaliki Bruk-Bet             | 2,093     |
| Widzew Łódź !Widzew Łódź                     | Stadion Widzewa                        | 10,500    |
| Wigry Suwałki !Wigry Suwałki                 | Stadion Miejski                        | 3,060     |
| Wisła Płock !Wisła Płock                     | Stadion im. Kazimierza Górskiego       | 12,800    |
| Zagłębie Lubin !Zagłębie Lubin               | Stadion Zagłębia Lubin                 | 16,068    |

## I liga play-off
El 15.º lugar de la tabla general competirá en un play-off con el 4.º lugar de la II liga. Los partidos fueron jugados los días 14 y 20 de junio de 2015. El ganador competirá en la temporada 2015-16 de la I Liga.
3–3 global. Pogoń Siedlce ganó por gol de visitante y mantuvo su permanencia en la I Liga para la siguiente temporada.

## Estadísticas

### Tabla de goleo
| Lugar | Jugador             | Club                         | Goles |
| ----- | ------------------- | ---------------------------- | ----- |
| 1     | Grzegorz Goncerz    | GKS Katowice                 | 21    |
| 2     | Emil Drozdowicz     | Termalica Bruk-Bet Nieciecza | 16    |
| 3     | Janusz Surdykowski  | Bytovia Bytów                | 15    |
| 4     | Tomasz Mikołajczak  | Chojniczanka Chojnice        | 14    |
| 5     | Krzysztof Janus     | Wisła Płock                  | 13    |
| 6     | Volodymyr Koval     | Stomil Olsztyn               | 12    |
| 7     | Maciej Kowalczyk    | GKS Tychy                    | 11    |
| 8     | Marek Gancarczyk    | Chojniczanka Chojnice        | 10    |
| 8     | Mateusz Szczepaniak | Miedź Legnica                | 10    |
| 10    | Aleksander Kwiek    | Zagłębie Lubin               | 9     |
| 10    | Michal Papadopulos  | Zagłębie Lubin               | 9     |
| 10    | Damian Piotrowski   | Chrobry Głogów               | 9     |
| 10    | Marcus Vinicius     | Arka Gdynia                  | 9     |
| 10    | Arkadiusz Woźniak   | Zagłębie Lubin               | 9     |